# Saint-Maurice-en-Trièves
Saint-Maurice-en-Trièves ist eine französische Gemeinde mit 179 Einwohnern (Stand: 1. Januar 2022) im Département Isère in der Region Auvergne-Rhône-Alpes (vor 2016: Rhône-Alpes). Sie gehört zum Arrondissement Grenoble und zum Kanton Matheysine-Trièves. Die Einwohner werden Lou San Maurizous genannt.

## Geographie
Die Gemeinde Saint-Maurice-en-Trièves liegt in der Landschaft Trièves an der Grenze zum Département Drôme, etwa 48 Kilometer südlich von Grenoble. Im Norden reicht das Gemeindegebiet bis an den Fluss Ébron. Umgeben wird Saint-Maurice-en-Trièves von den Nachbargemeinden Le Monestier-du-Percy im Norden, Prébois im Nordosten und Osten, Lalley im Osten und Süden, Glandage im Südwesten sowie Treschenu-Creyers im Westen.
Durch die Gemeinde führt die frühere Route nationale 75 (heutige D1075).

## Bevölkerungsentwicklung
| Jahr                       | 1962 | 1968 | 1975 | 1982 | 1990 | 1999 | 2006 | 2013 | 2021 |
| Einwohner                  | 143  | 138  | 132  | 132  | 122  | 162  | 185  | 161  | 180  |
| Quellen: Cassini und INSEE |      |      |      |      |      |      |      |      |      |

## Sehenswürdigkeiten
Kirche Saint-Maurice

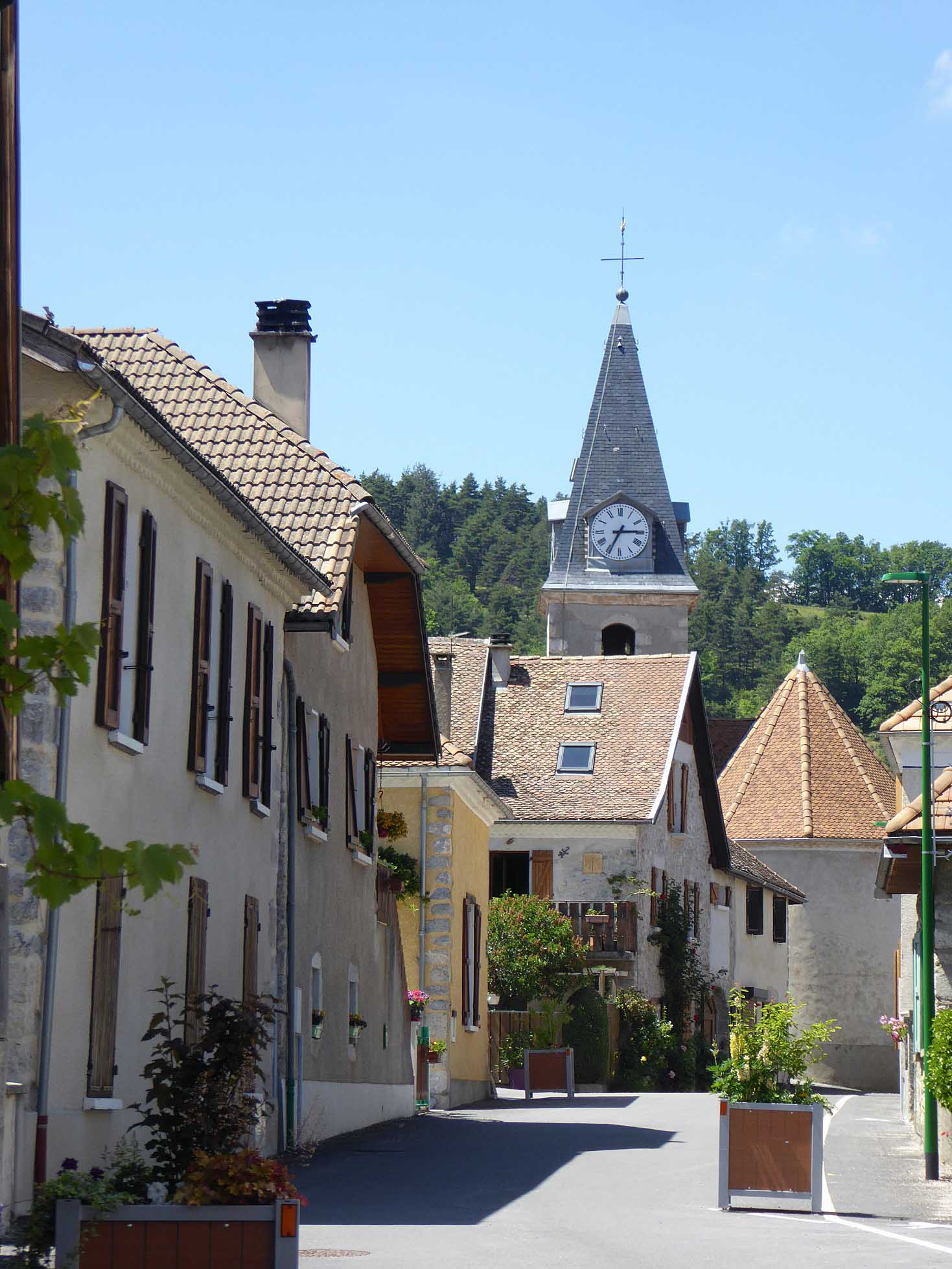
Turm der Kirche Saint-Maurice
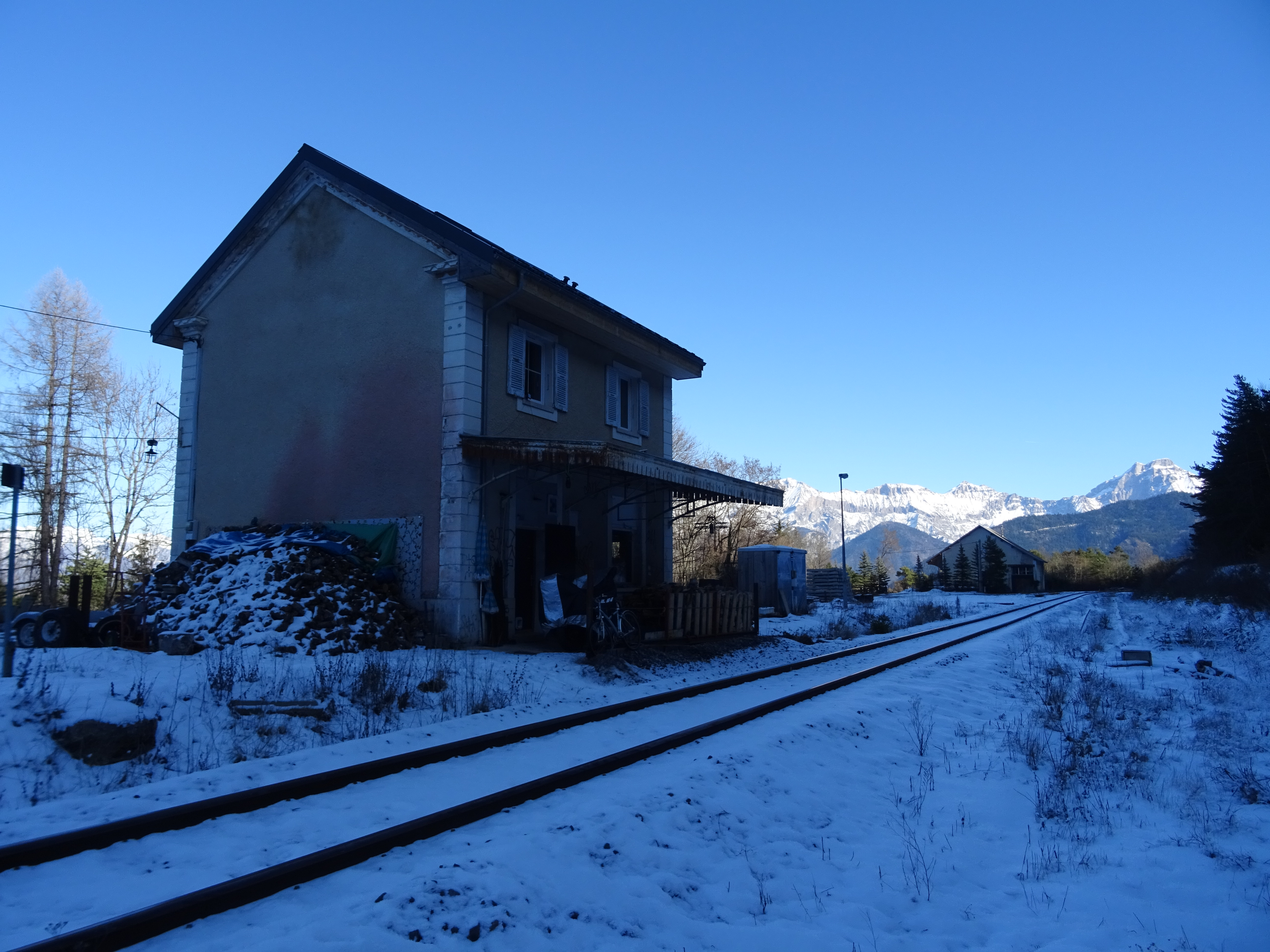
Bahnhof
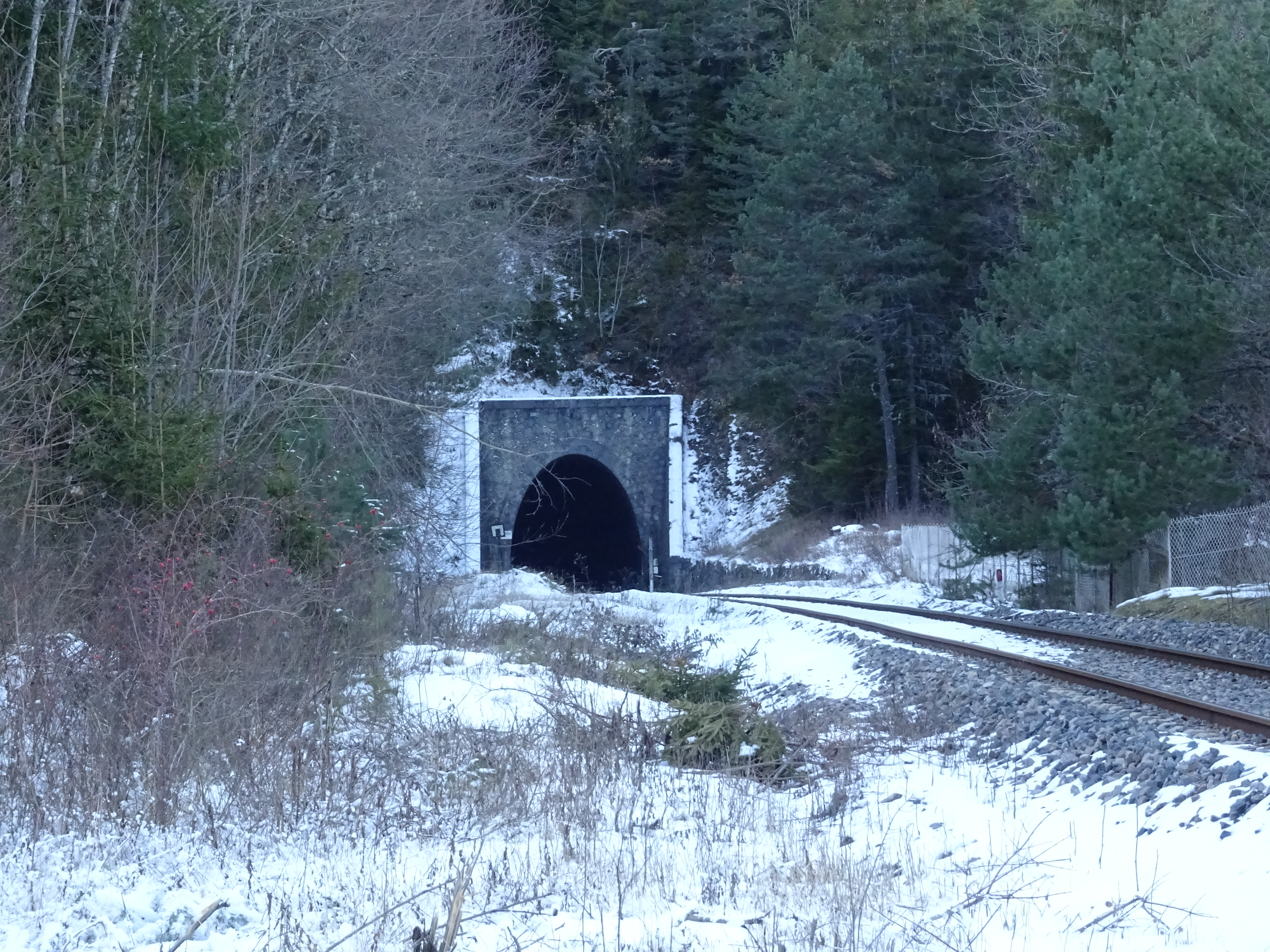
Tunnel La Renardière
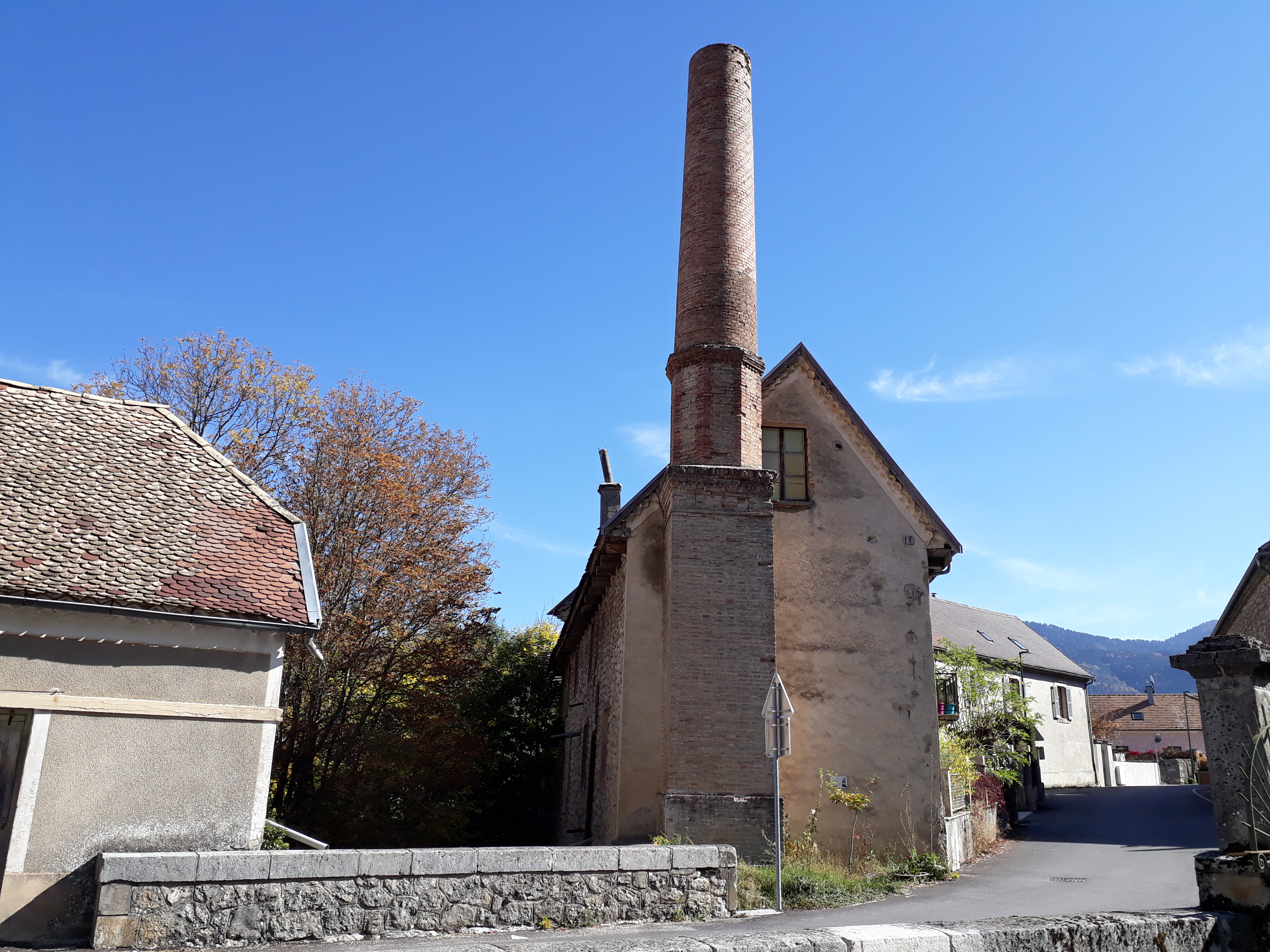
Ehemalige Goldschmiede
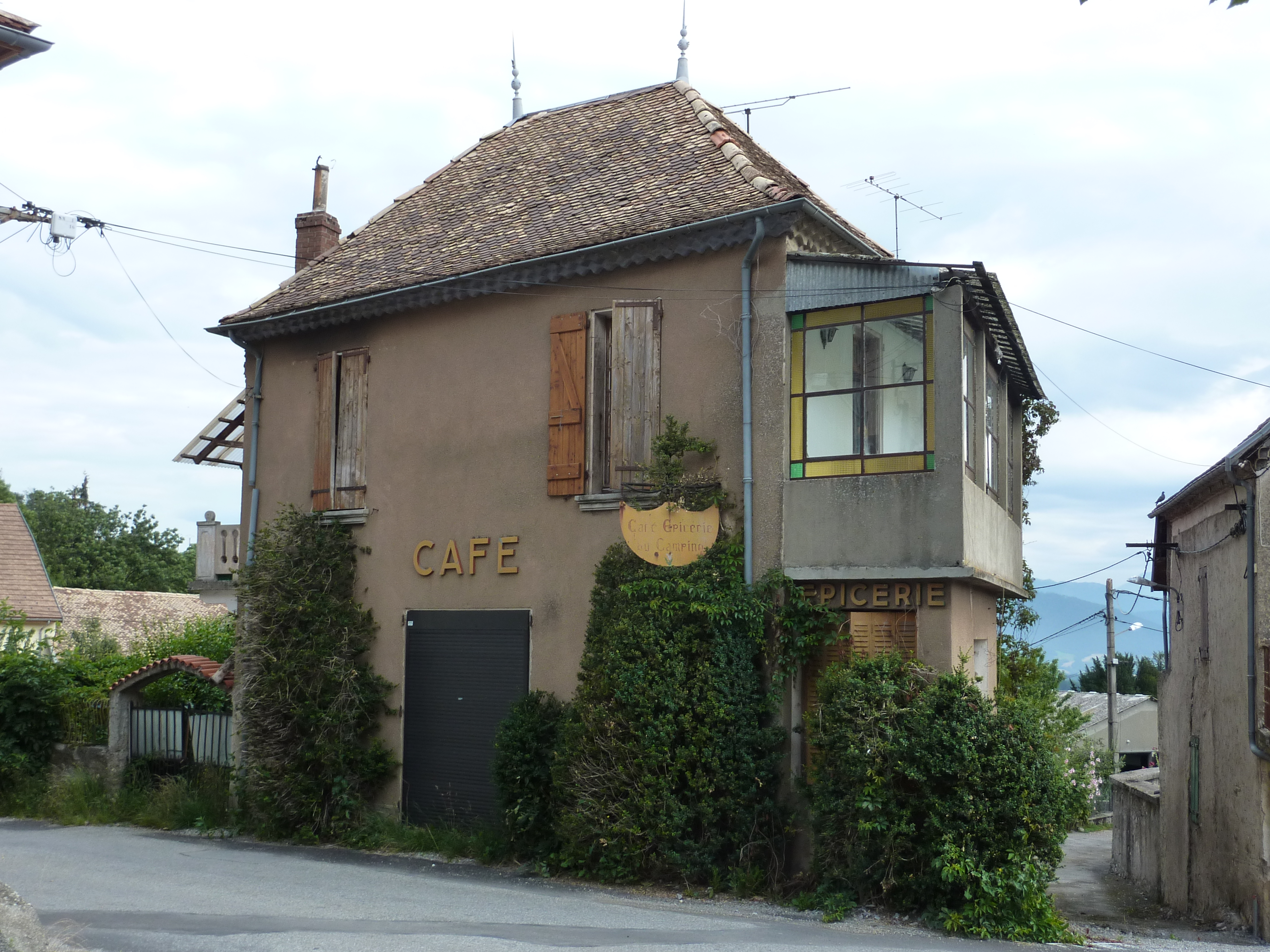
Ehemaliges Café